# Василево (Будовское сельское поселение)
Василево — деревня в Торжокском районе Тверской области. Относится к Будовскому сельскому поселению.
Расположена в 12 км к северу от Торжка на автодороге «Москва — Санкт-Петербург» М10 (E 105). В 1 км к югу — деревня Будово, центр сельского поселения.
Население по переписи 2002 года — 22 человека, 11 мужчин, 11 женщин.

## История
В Списке населенных мест Тверской губернии 1859 года в Новоторжском уезде значится казённая деревня Василево на С-Петербурго-Московском шоссе, имеет 44 двора, 275 жителей, здесь сельское училище и богадельня. Во второй половине XIX — начале XX века деревня центр Василевской волости Новоторжского уезда и относилась к Будовскому приходу . В 1884 году — 55 дворов, 259 жителей. В 1918 году центр Василевской волости переведён в более крупное село Будово.
В 1940 году деревня в составе Будовского сельсовета Новоторжского района Калининской области.
В послевоенное время жители трудились в колхозе «Родина».
В 1997 году — 16 хозяйств, 28 жителей.

## Население
| 1859 | 1884 | 2002 | 2010 |
| ---- | ---- | ---- | ---- |
| 275  | ↘234 | ↘22  | ↘9   |